# 1558
1558. је била проста година.

## Догађаји

### Јануар
- 7. јануар — Французи ушли у Кале. То је био последњи посед Енглеске на тлу Француске, преостао након Стогодишњег рата.
- 22. јануар — почео Ливонски рат.

### Март
- 14. март — Немачки краљ Фердинанд I је узео титулу цара Светог римског царства без уобичајеног папиног крунисања.

### Новембар
- 17. новембар — Елизабета I постаје краљица Енглеске, након смрти своје полусестре Мери I.

## Смрти

### Фебруар
- 21. септембар — Карло V, свети римски цар и шпански краљ

### Новембар
- 17. новембар — Мери I Тјудор, енглеска краљица